# Albert François Deriot
Albert-François Deriot, né le 17 janvier 1766 à Clairvaux-les-Lacs (Jura) où il est mort le 30 janvier 1836, est un général de division du Premier Empire.

## Biographie
Albert François Deriot naît le 17 janvier 1766 au hameau de Préfontaine, à Clairvaux-les-Lacs, et est baptisé le lendemain. Il est le fils d'un laboureur, Augustin Deriot, et de son épouse, Jeanne Françoise Baux. 
Soldat aux Gardes Françaises en 1784, il est fourrier en 1789 et entre dans la Garde Nationale soldée de Paris. En janvier 1792, il sert à l'Armée de Moselle puis l'Armée du Nord. Plusieurs fois blessé, il est lieutenant au 1er bataillon de Chasseurs de Saône-et-Loire.
Adjoint à l'État-major de l'Armée d'Orient en 1798, chef de bataillon des Guides à la place de Dupas en janvier 1799. Blessé à Saint Jean d'Acre, puis à Héliopolis le 21 mars 1800, rentre en France en 1801.
Colonel du 23e de Ligne en 1802, puis sous-gouverneur de Fontainebleau. À l'Armée d'Italie sous Molitor en 1805, puis en Dalmatie. Admis à la retraite en 1806. Remis en activité en 1808, il rejoint Lepic en Espagne. Baron de l'Empire en 1810 et commandant les dépôts de la Garde impériale. Brigadier le 6 août 1811.
Il fait partie de la commission qui juge Malet, Lahorie et Guidal en octobre 1812.
Général de division le 24 décembre 1812 et Chambellan de l'Empereur. Durant les Cent-Jours il commande la 1re division de Jeune Garde sous les murs de Paris, en juin 1815. Il est admis à la retraite en septembre 1815 et est maire de Clairvaux-les-Lacs 1830 à 1831.
Il est inhumé à Clairvaux-les-Lacs.

## État de service
- 30 décembre 1802 : Chef-de-Brigade de la 23e demi-brigade d'Infanterie
- 1803 : Colonel du 23e régiment d'infanterie
- 6 août 1811 : Général de Brigade

## Décorations, titres,
- 14 juin 1804 : Commandeur de la Légion d'honneur[3]
- 31 janvier 1810 : Baron de l'Empire[4]

## Hommages
- Le nom de DÉRIOT est gravé au côté Sud (21e colonne) de l’arc de triomphe de l’Étoile, à Paris.

## Source
- G. Six, Dictionnaire
- Arnaud Vendryes, "Albert-François Dériot, général et baron du Premier Empire, né à Clairvaux (1766-1836)" in Société d'émulation du Jura, Travaux, 1996.